# Cimetière de Dorotheenstadt
Le cimetière de Dorotheenstadt (Dorotheenstädtischer Friedhof) est un cimetière classé de Berlin-Mitte à Dorotheenstadt,
dans le centre historique de la capitale allemande.
Il s'étend sur 17 000 m2 et son entrée principale se trouve au No 126 de la Chausseestraße. Un grand nombre de personnalités éminentes ont trouvé ici leur dernier repos. En raison de la qualité artistique ou historique des sépultures, surtout de celles du XIXe siècle, ce cimetière est un site protégé depuis 1983.

## Historique
La ville de Berlin s'étant particulièrement agrandie au milieu du XVIIIe siècle, il devient nécessaire de trouver un nouveau lieu de sépulture. Aussi le roi Frédéric le Grand accorde-t-il le droit d'aménager un nouveau cimetière en dehors des murs de l’octroi, afin d'éviter les risques d'épidémie. Sa fondation date de 1762, juste à côté du cimetière français qui sera fondé en 1780. Il s'agit au début d'un cimetière pour des citadins peu fortunés, mais lorsque le quartier s'étend avec des institutions prestigieuses comme l'académie des arts, l'académie de chant, l'académie d'architecture, l'académie des sciences, ou l'université de Berlin, celui-ci change d'aspect et ses nouveaux habitants se font ériger des sépultures de qualité au cimetière.
Le cimetière de Dorotheenstadt est agrandi plusieurs fois entre 1814 et 1826 et en 1834 la communauté paroissiale luthérienne de Dorotheenstadt acquiert une parcelle importante (appelée aujourd'hui cimetière Dorotheenstadt II) dans le quartier de Gesundbrunnen. La communauté de Friedrichswerder en acquiert une à Kreuzberg. Les deux communautés fusionnent en 1945, et celle de Friedrichswerder à la responsabilité des deux cimetières depuis 1961.
L'ancien cimetière est fermé aux nouvelles sépultures en 1860 et les enterrements ne sont permis que dans les tombes déjà en place. Lorsqu'une partie du cimetière est vendue en 1889 pour agrandir la Hannoverschenstraße, les tombes de Hegel, Fichte, de Klenze et d'autres sont déplacées. De nouvelles concessions sont permises à partir de 1921.
Le cimetière souffre particulièrement des bombardements, comme le quartier alentour, à la fin de la Seconde Guerre mondiale. Le cimetière fait partie de Berlin-Est après la guerre et accueille les tombes de personnalités et d'artistes est-allemands. Des travaux de restauration ont été effectués entre 2000 et 2006, concernant les tombes de personnages historiques.

## Personnalités inhumées
- Johannes R. Becher (1891-1958), poète et ministre de la culture de la République démocratique allemande ;
- Christian Peter Wilhelm Beuth (1781-1853), réformateur prussien ;
- Frank Beyer (1932-2006), cinéaste ;
- August Böckh (1785-1867), philologue ;
- Bärbel Bohley (1945-2010), peintre ;
- August Borsig (1804-1854),  industriel prussien ;
- Thomas Brasch (1945-2001), écrivain et dramaturge ;
- Bertolt Brecht (1898-1956), dramaturge, metteur en scène et poète ;
- Elfriede Brüning (1910-2014), journaliste et écrivaine ;
- Rudolph von Delbrück (1817-1903), homme politique prussien ;
- Paul Dessau (1894-1979), compositeur, époux d'Elisabeth Hauptmann ;
- Slátan Dudow (1903-1963), cinéaste ;
- Hanns Eisler (1898-1962), théoricien musical et compositeur ;
- Erich Engel (1891-1966), cinéaste et metteur en scène de théâtre ;
- Johann Gottlieb Fichte (1762-1814), philosophe ;
- Erwin Geschonneck (1906-2008), acteur ;
- Franz Krupkat (1894-1927), coureur cycliste allemand ;
- Georg Ludwig Hartig (1764-1837), agronome ;
- Elisabeth Hauptmann (1897-1973), collaboratrice et maîtresse de Bertolt Brecht, épouse de Paul Dessau ;
- John Heartfield né Helmut Herzfeld (1891-1968), photographe et illustrateur ;
- Wieland Herzfelde né Wieland Herzfeld (1896-1988), éditeur et écrivain ;
- Georg Wilhelm Friedrich Hegel (1770-1831), philosophe ;
- Wolfgang Hilbig (1941-2007), écrivain ;
- Hanne Hiob, née Brecht (1923-2009), actrice, fille de Bertolt Brecht ;
- Friedrich Hitzig (1811-1881), architecte ;
- Julius Eduard Hitzig (1760-1849), juriste et écrivain ;
- Friedrich Eduard Hoffmann (1818-1900) inventeur du four Hoffmann ;
- August Wilhelm von Hofmann (1818-1892), chimiste ;
- Christoph Wilhelm Hufeland (1762-1836), médecin ;
- Lin Jaldati (1912-1988), chanteuse klezmer néerlandaise ;
- Martin Heinrich Klaproth (1743-1817), chimiste ;
- Wolfgang Langhoff (1901-1966), acteur est-allemand ;
- Heinrich Gustav Magnus (1802-1870), physicien et chimiste ;
- Heinrich Mann (1871-1950), écrivain, frère de Thomas Mann ;
- Herbert Marcuse (1898-1979), philosophe, sociologue et politologue ;
- Alfred Matusche (1909-1973), dramaturge ;
- Hans Mayer (1907-2001), chercheur en littérature et en sciences sociales ;
- Bernhard Minetti (1905-1998), acteur ;
- Friedrich von Motz (1775-1830), homme politique prussien ;
- Heiner Müller (1929-1995), dramaturge anarchiste et directeur de théâtre ;
- Ernst Litfaß (1816-1874), éditeur ;
- Denis Poncet (1948-2014), producteur de films de fiction et documentaires ;
- Johannes Rau (1931-2006), huitième président fédéral d'Allemagne ;
- Christian Daniel Rauch (1777-1857), sculpteur ;
- Carl Friedrich Rungenhagen (1778-1851), compositeur et pédagogue ;
- Johann Gottfried Schadow (1764-1850), sculpteur ;
- Hermann Schievelbein (1817-1867), sculpteur ;
- Karl Friedrich Schinkel (1781-1841), architecte ;
- Anna Seghers, née Reiling (1900-1983), femme de lettres ;
- Max Spitta (1842-1902), architecte ;
- Friedrich August Stüler (1800-1865), architecte ;
- George Tabori (1914-2007), écrivain, dramaturge et metteur en scène de théâtre ;
- Helene Weigel (1900-1971), directrice du Berliner Ensemble, épouse de Bertolt Brecht ;
- Arnold Zweig (1887-1968), écrivain.

## Illustrations

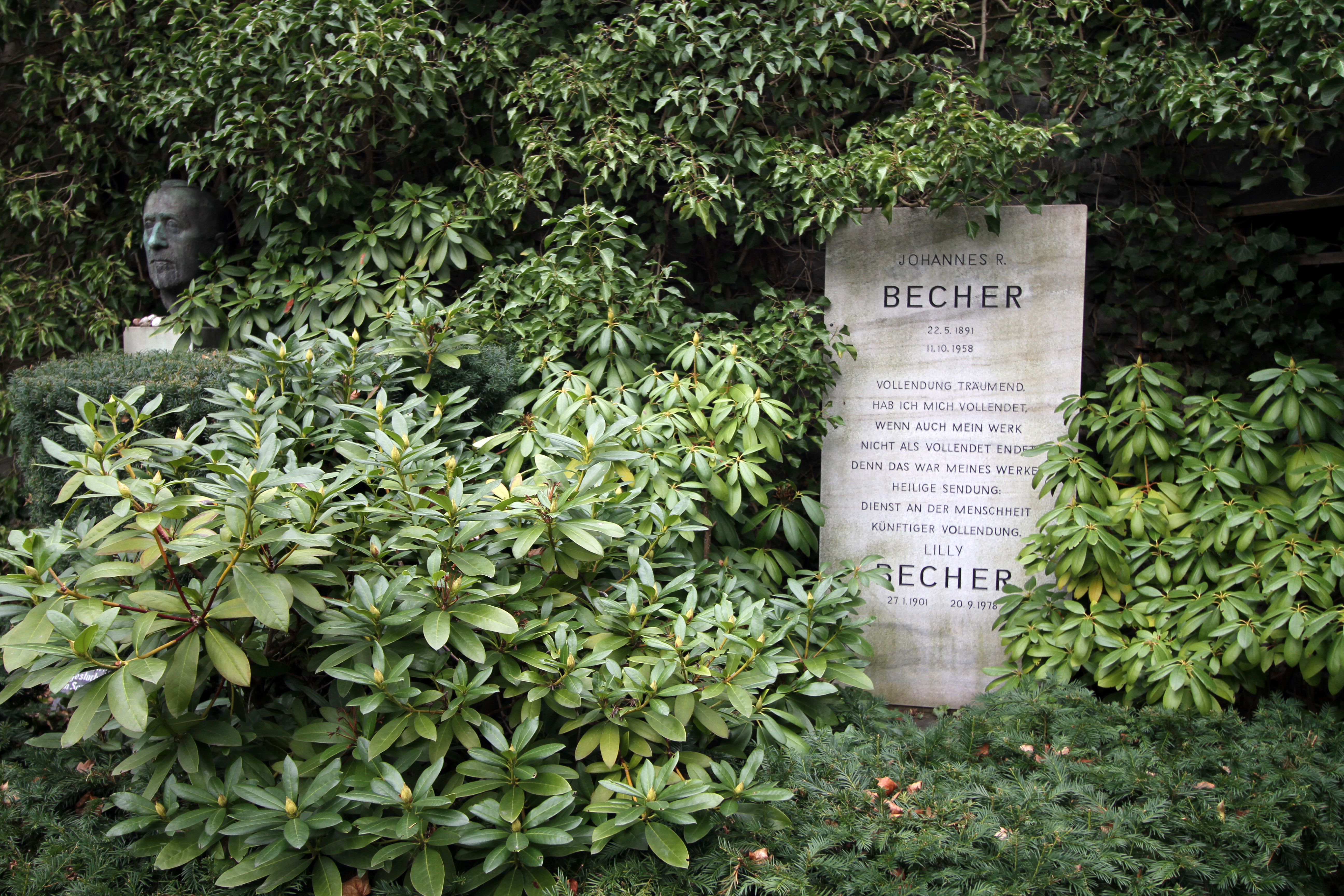
Tombe de Johannes R. Becher.
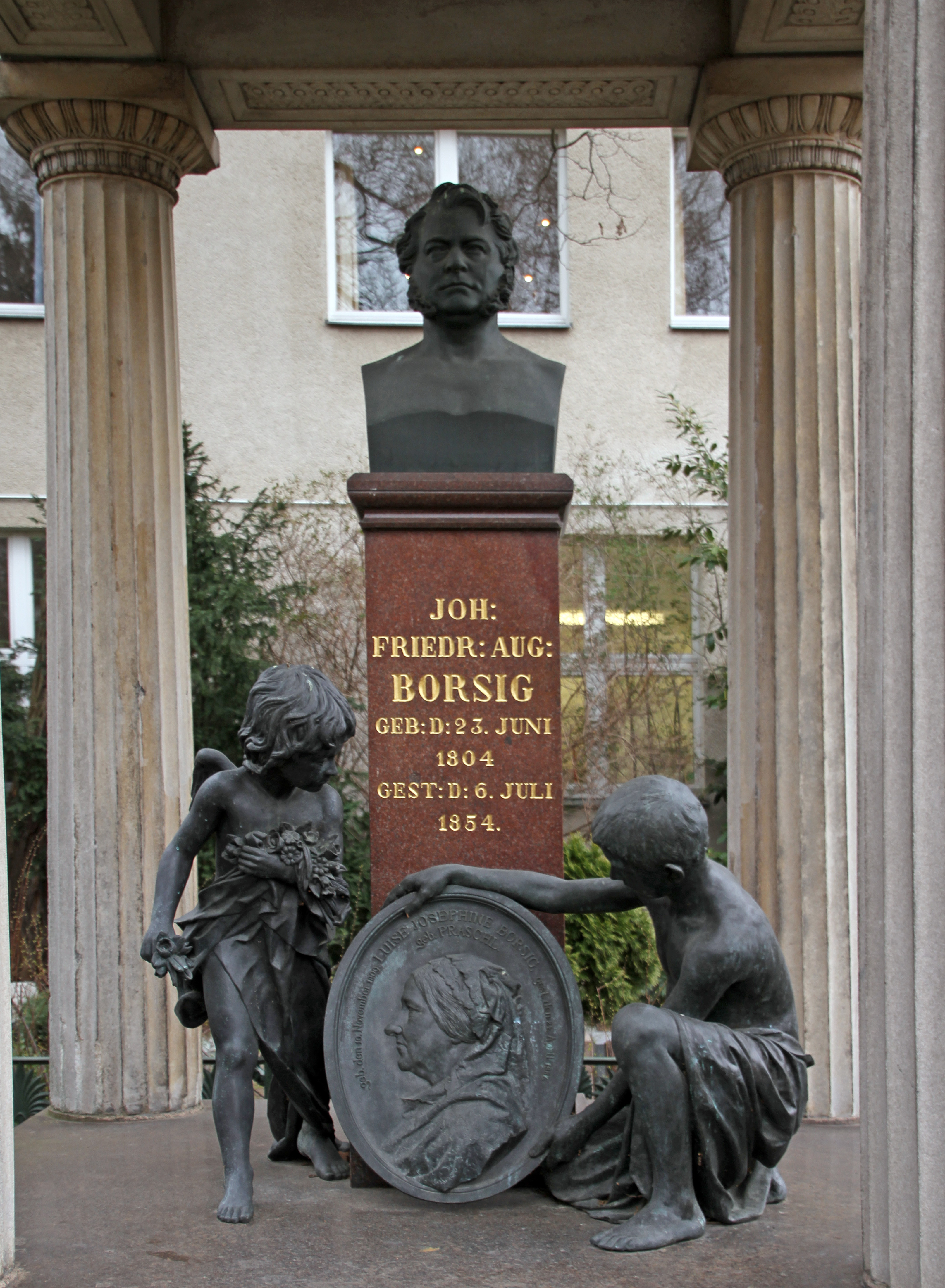
Tombe de August Borsig.
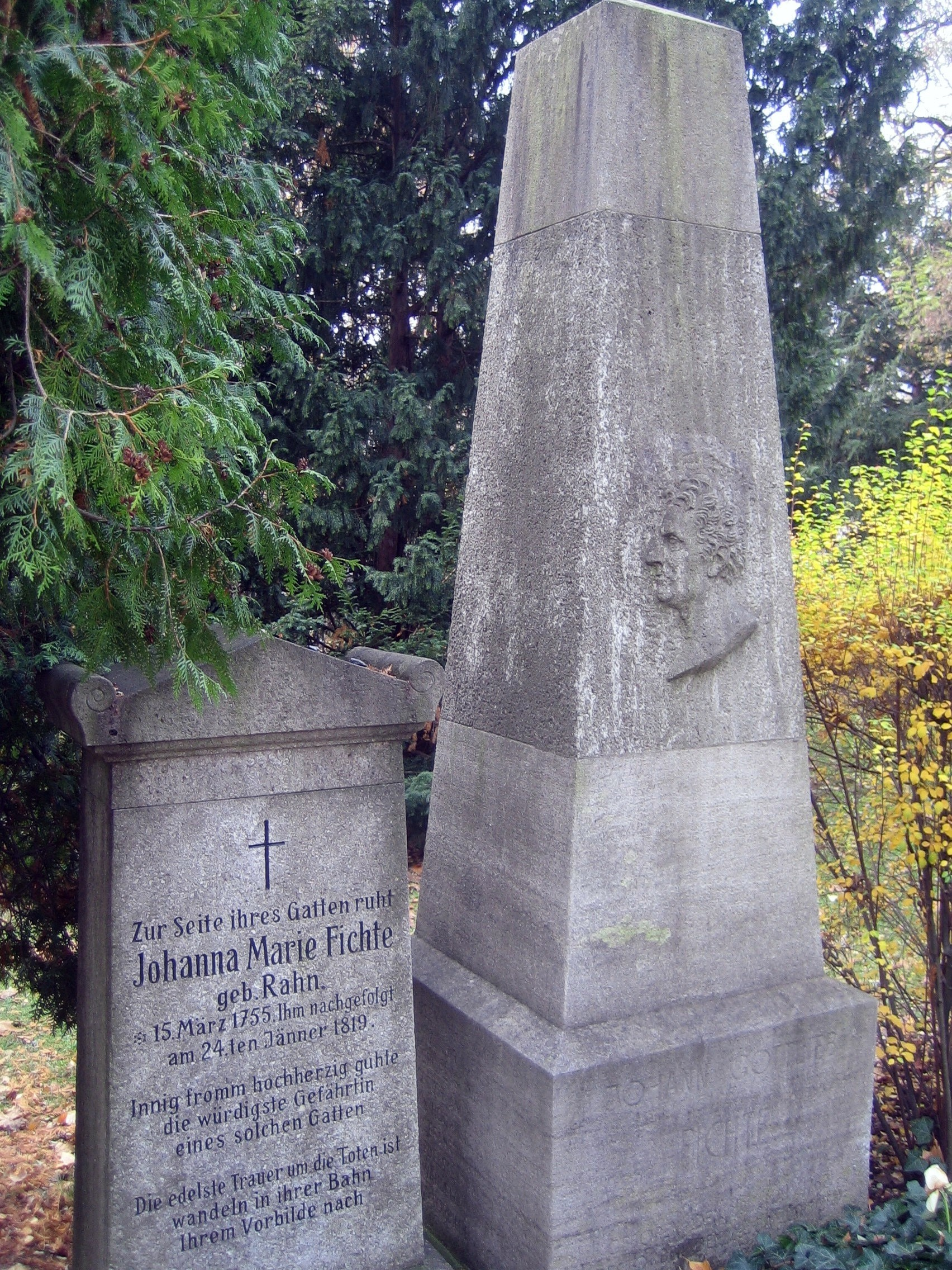
Tombe de Fichte et de son épouse à gauche.
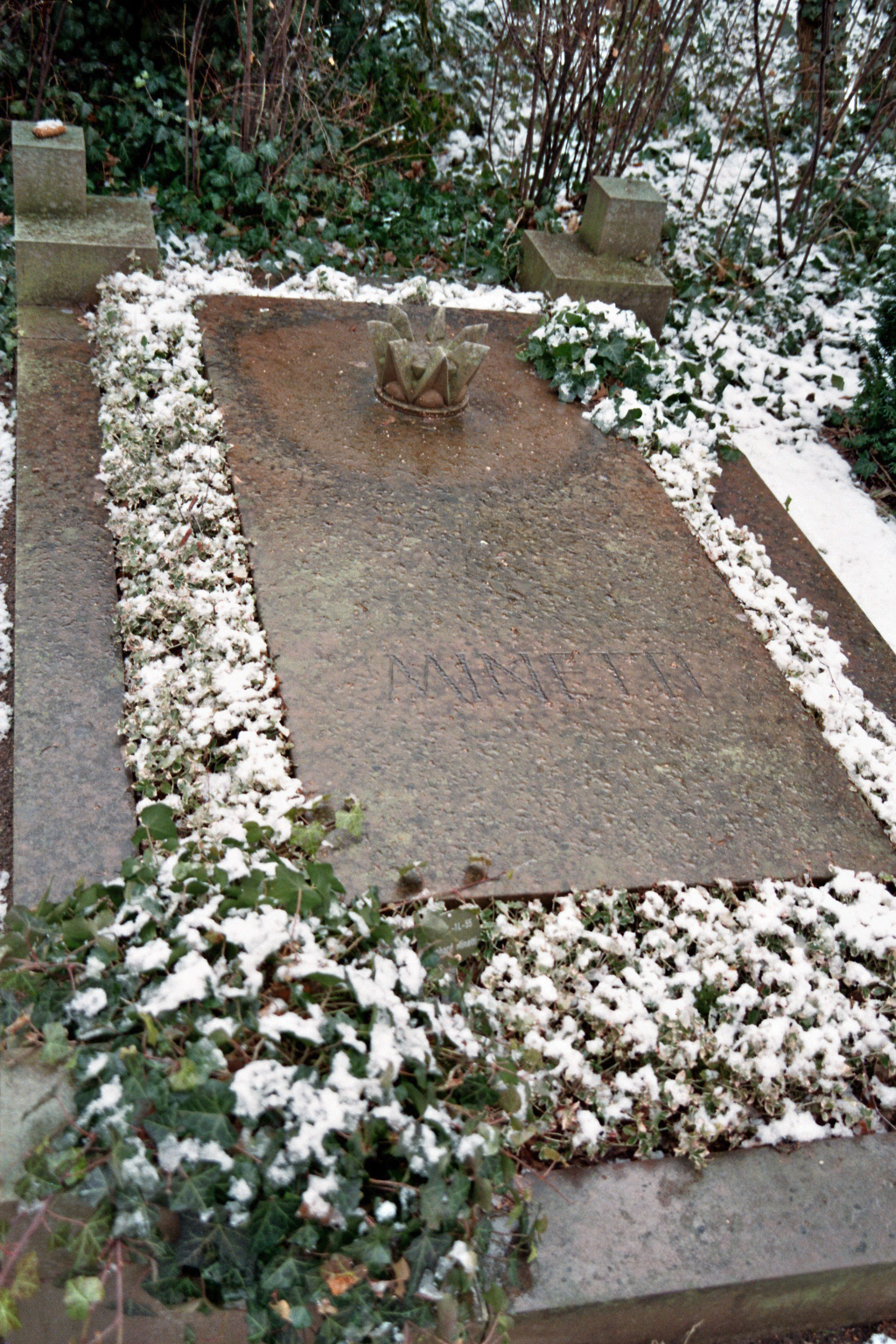
Tombe de Bernhard Minetti.
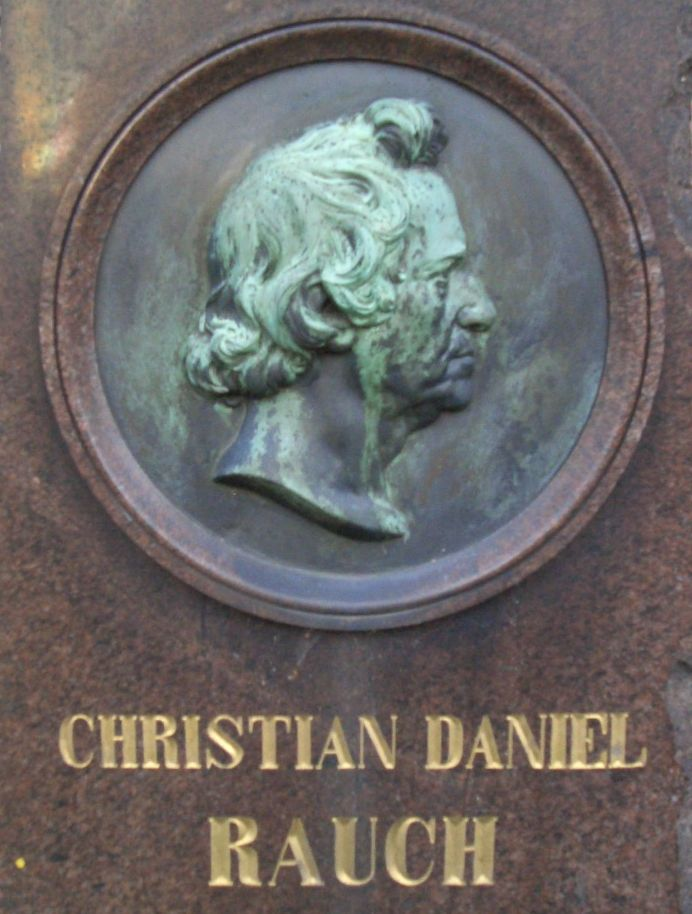
Profil en médaillon de Christian Daniel Rauch, sculpté par son élève Albert Wolff.
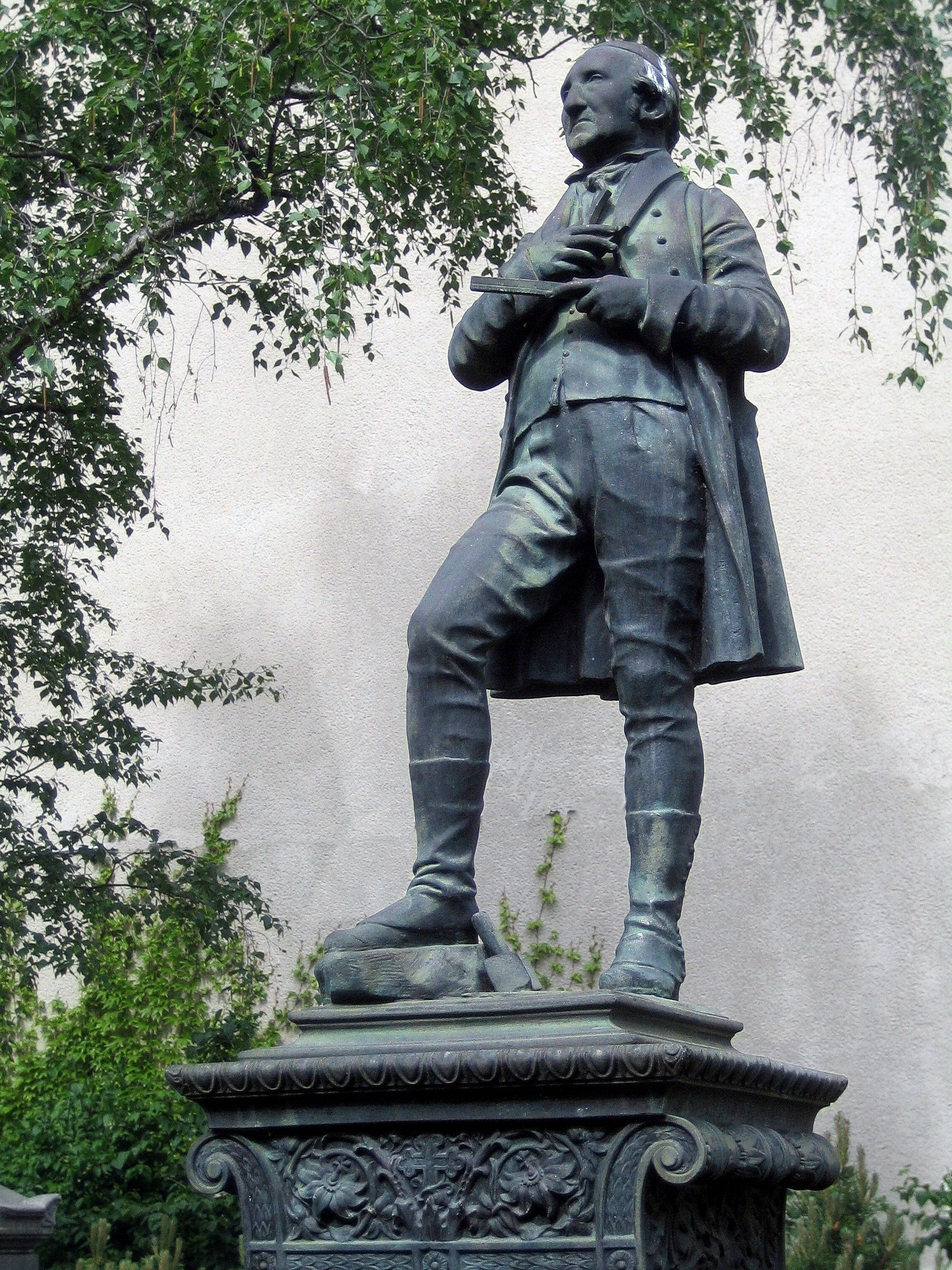
Statue de Johann Gottfried Schadow, œuvre de son élève Heinrich Kaehler.
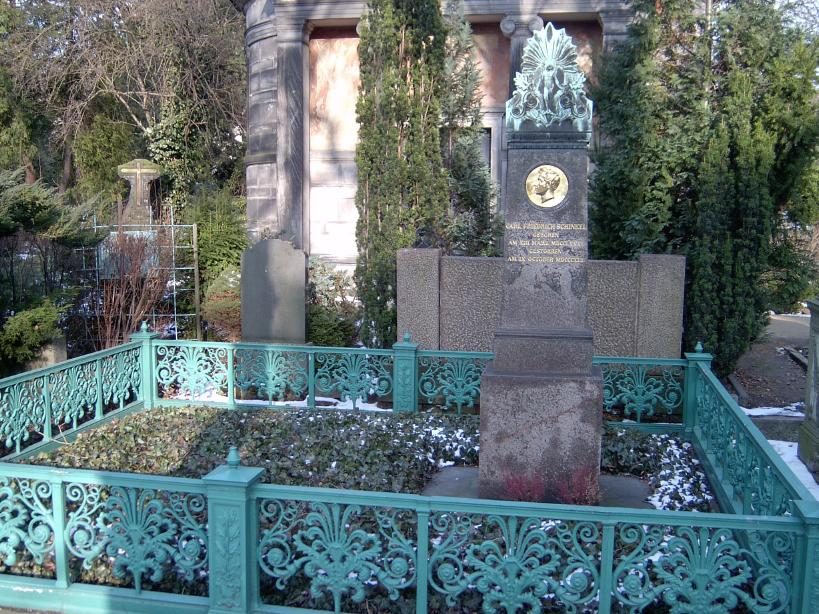
Tombe de Karl Friedrich Schinkel.
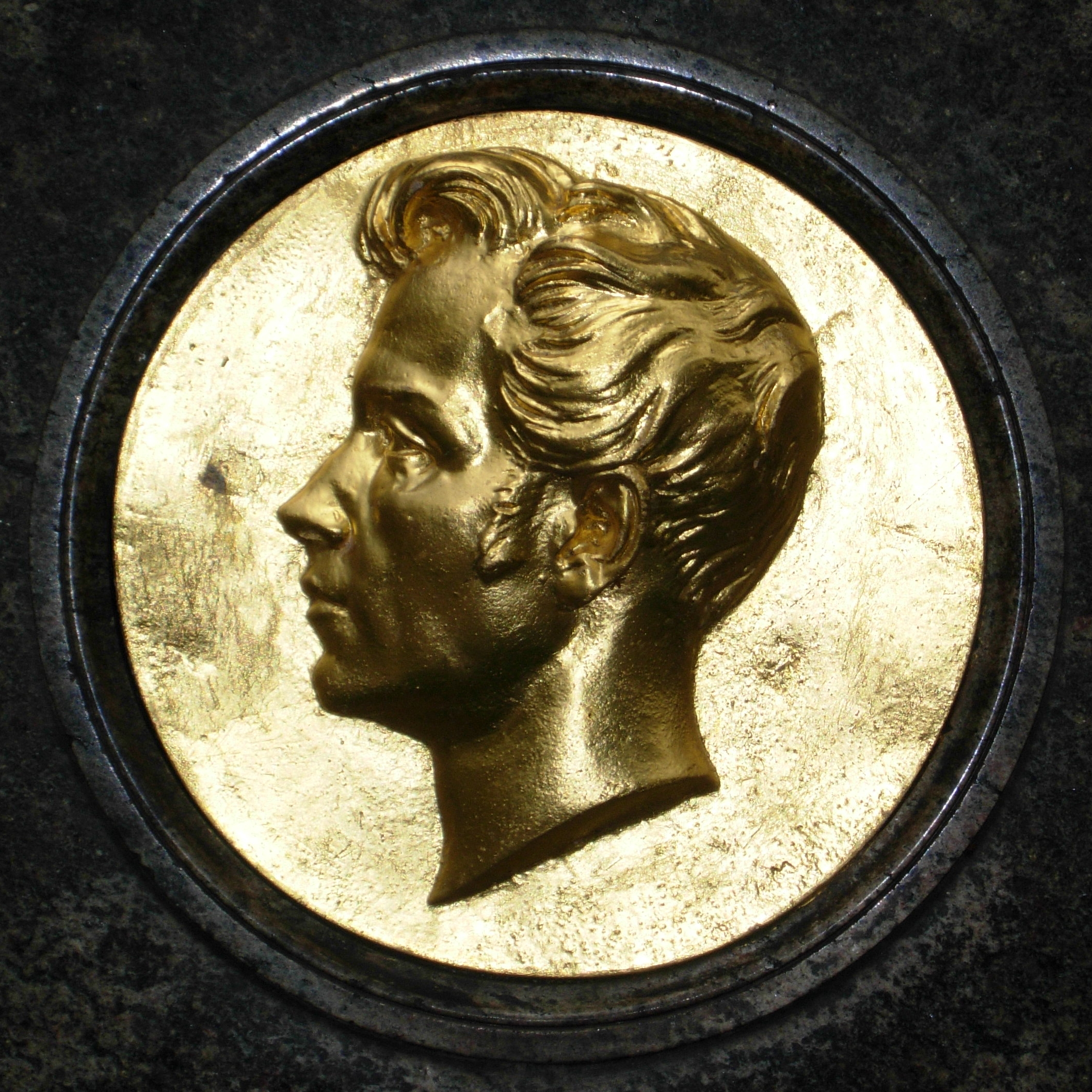
Profil en médaillon de Karl Friedrich Schinkel sur sa stèle funéraire, sculpté par August Kiss.
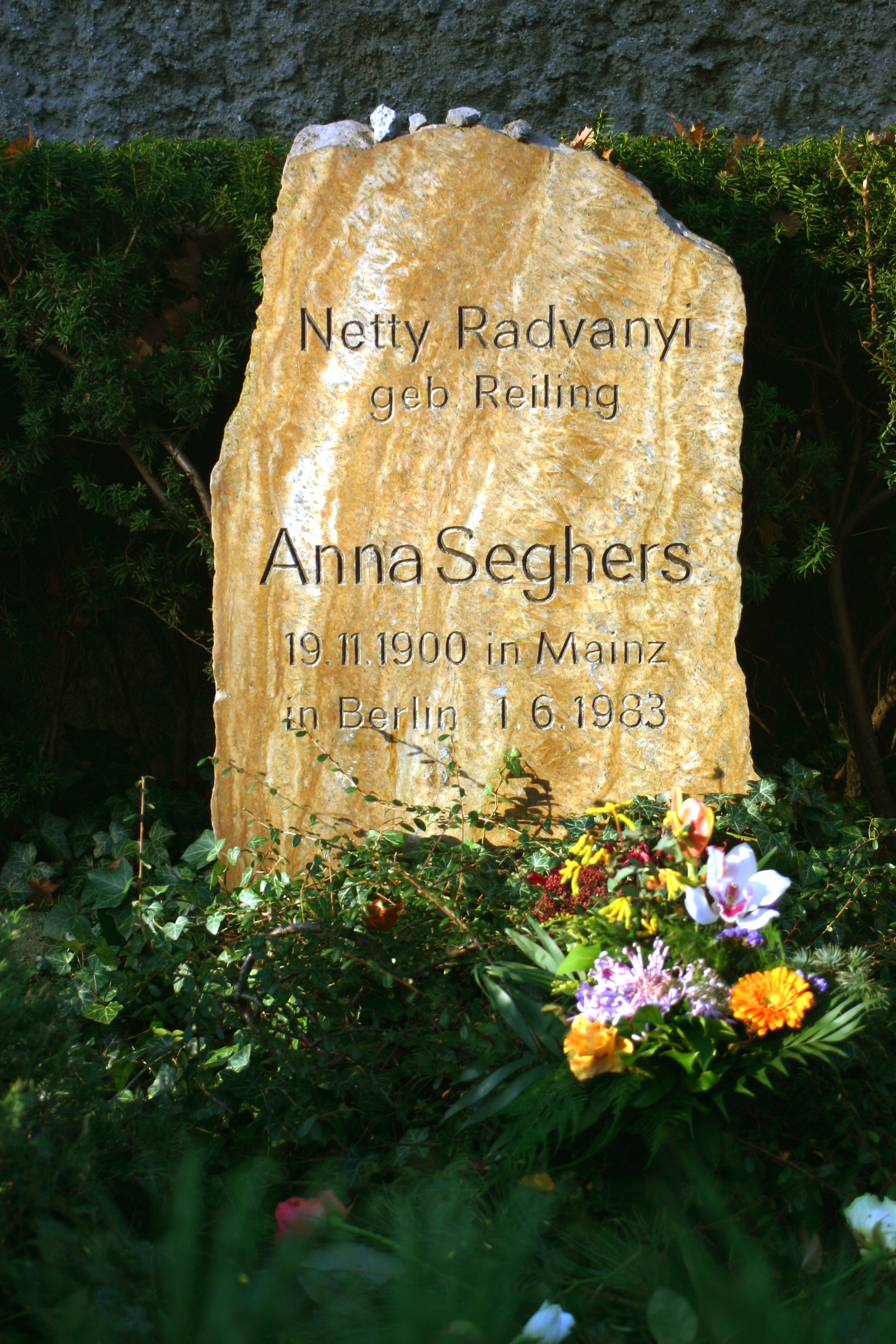
Tombe d'Anna Seghers.
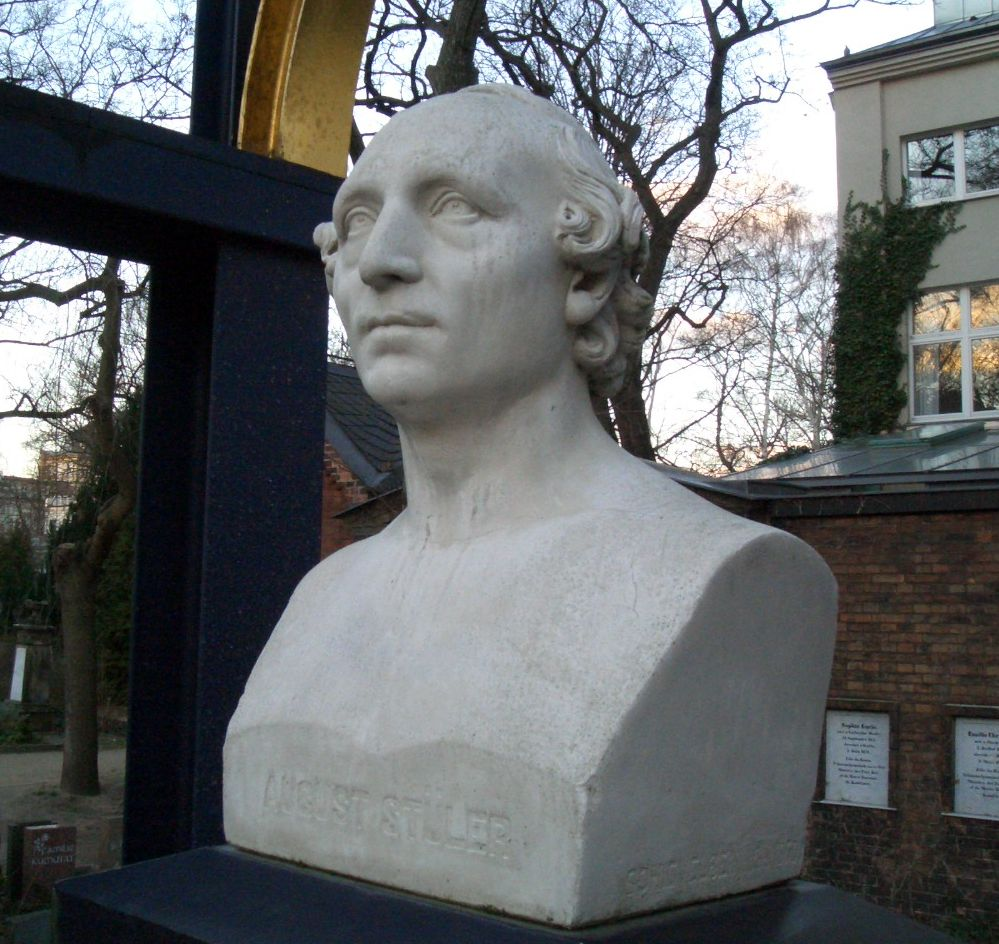
Buste de Friedrich August Stüler.
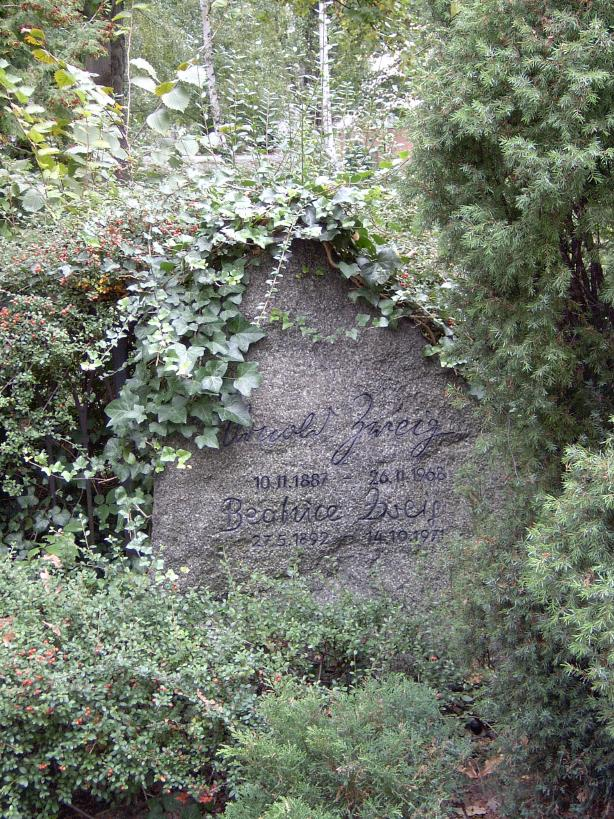
Tombe d'Arnold Zweig.
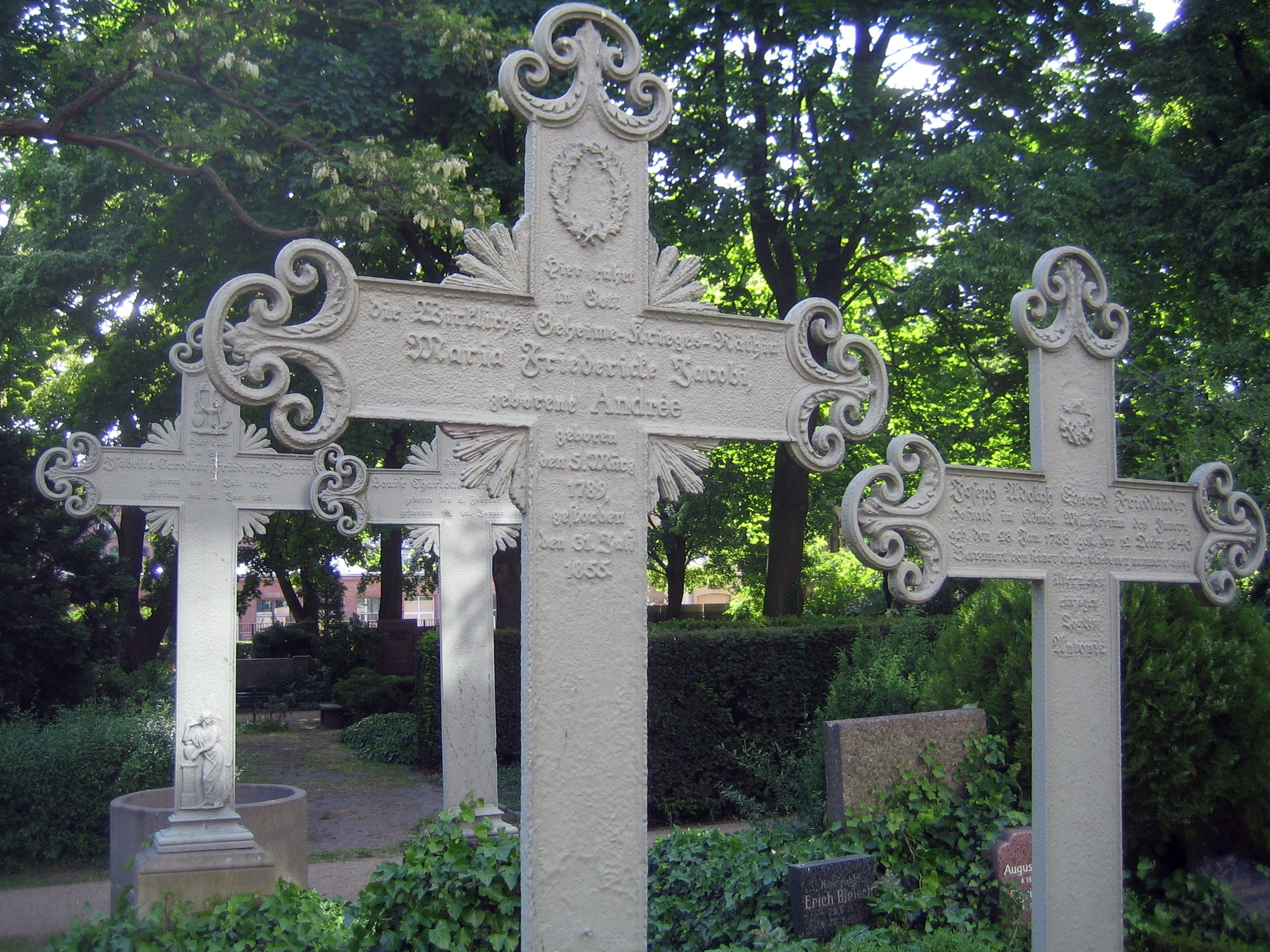
Croix typiques du XIXe siècle berlinois en « fer de Berlin » (fonte).
Tombe de Lin Jaldati et son époux.
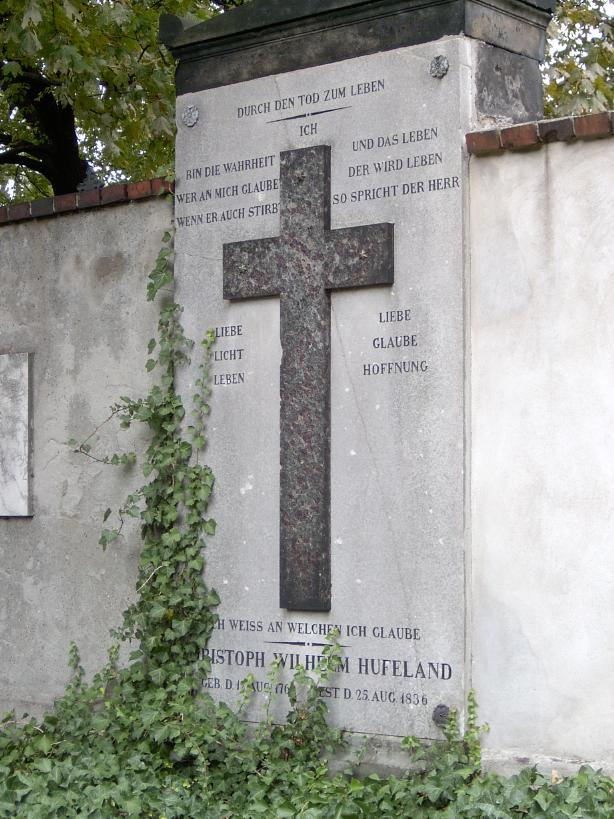
Tombe de Christoph Wilhelm Hufeland.
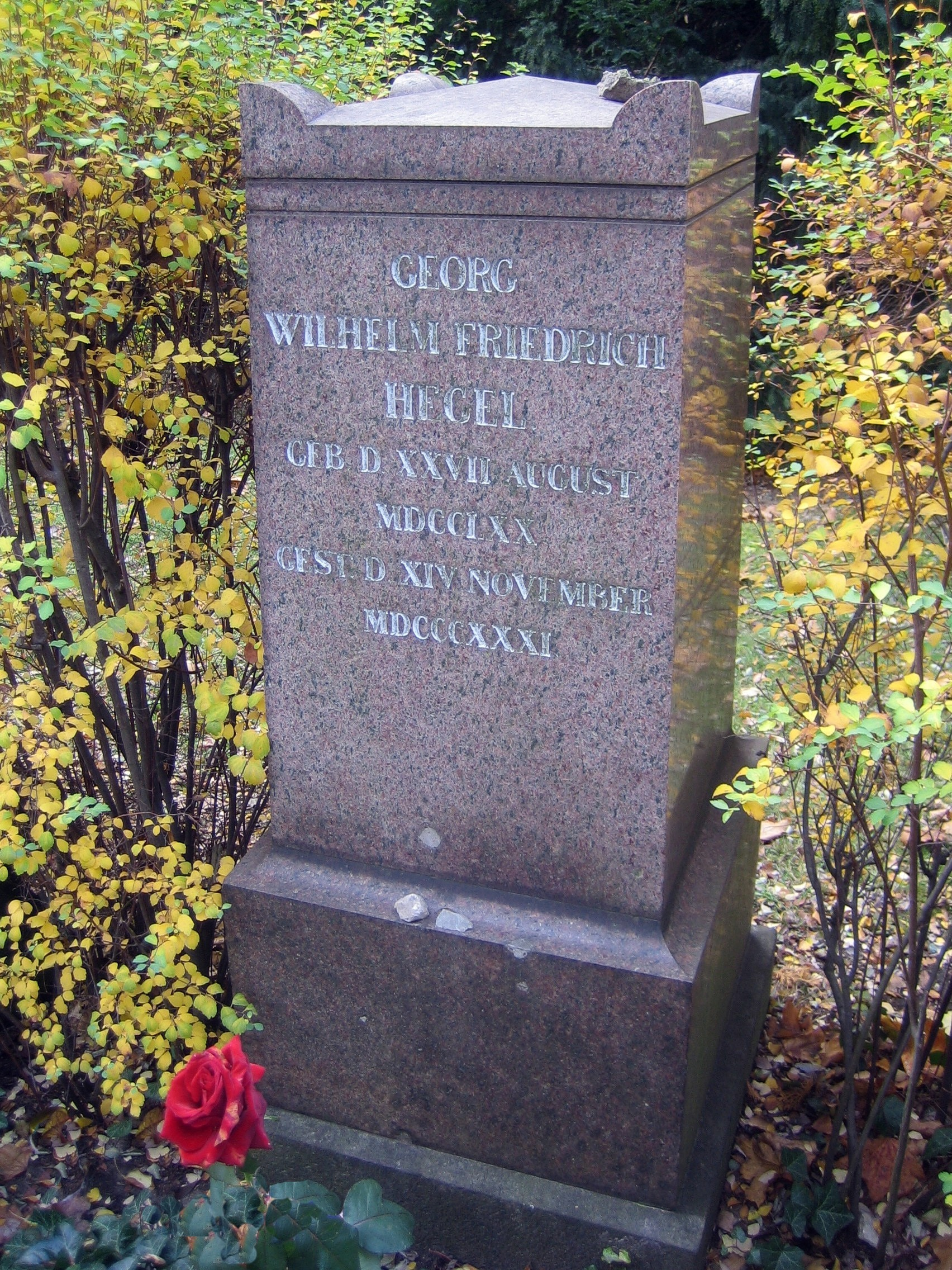
Tombe de Georg Wilhelm Friedrich Hegel.
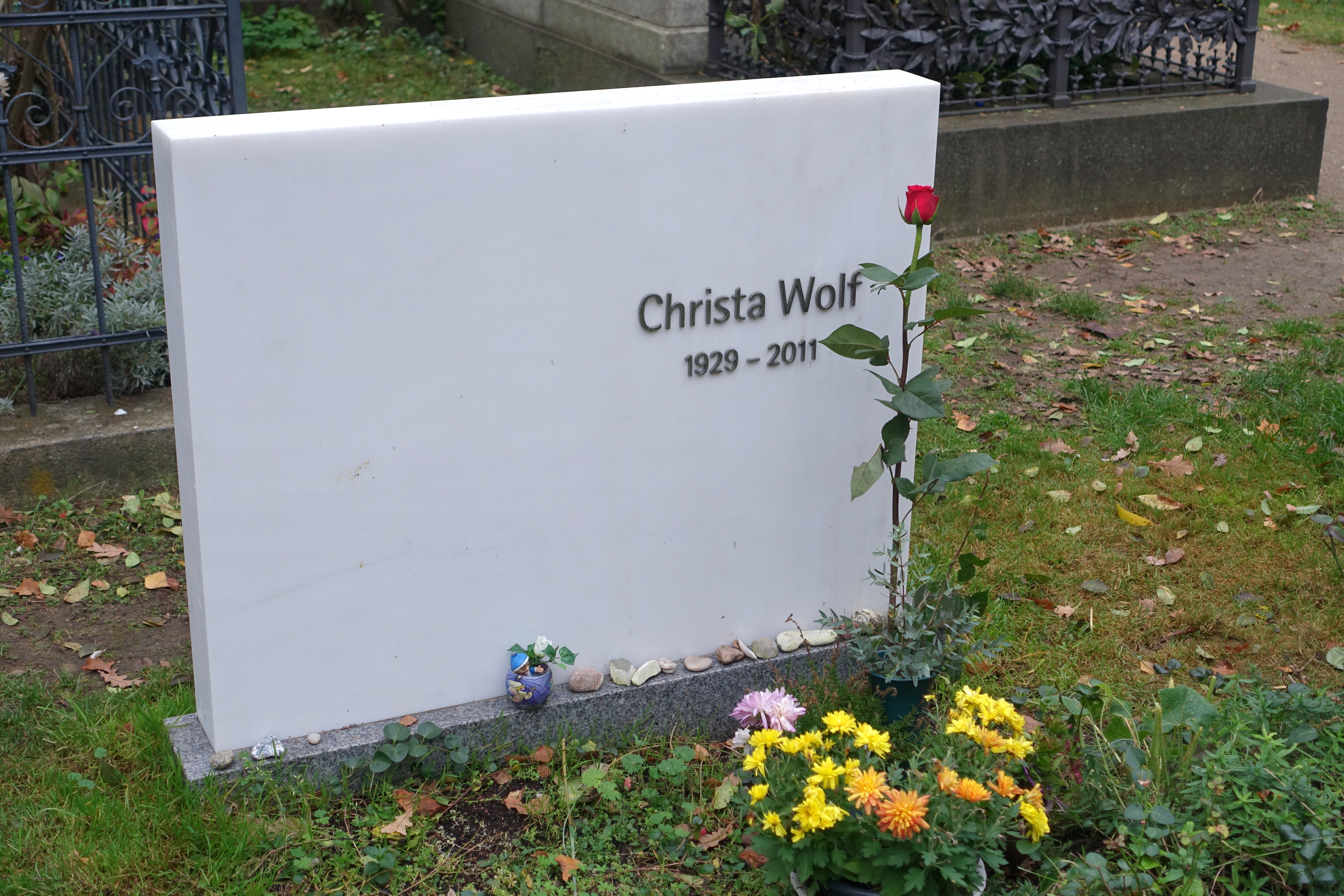
Tombe de Christa Wolf.
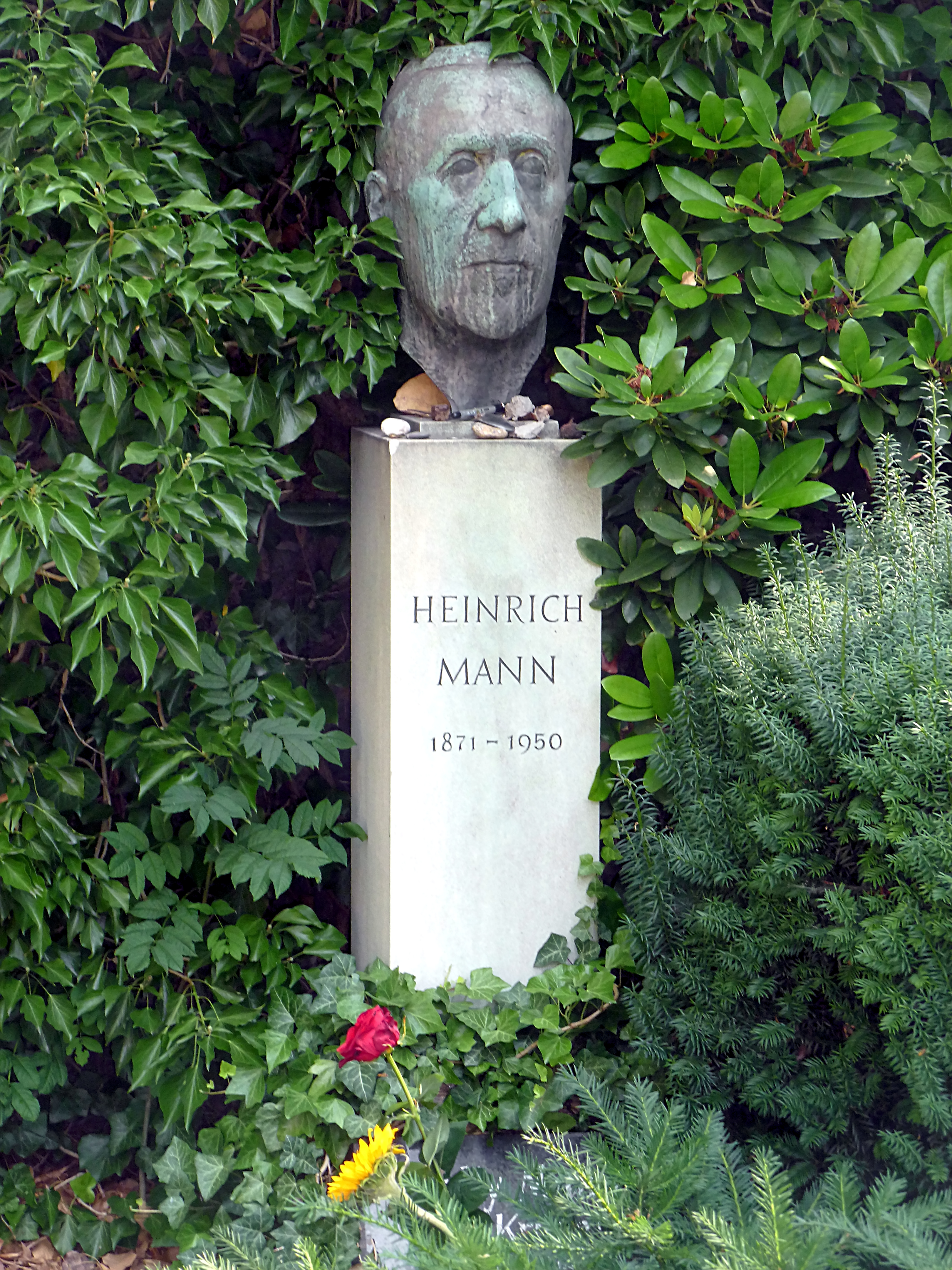
Tombe de Heinrich Mann.
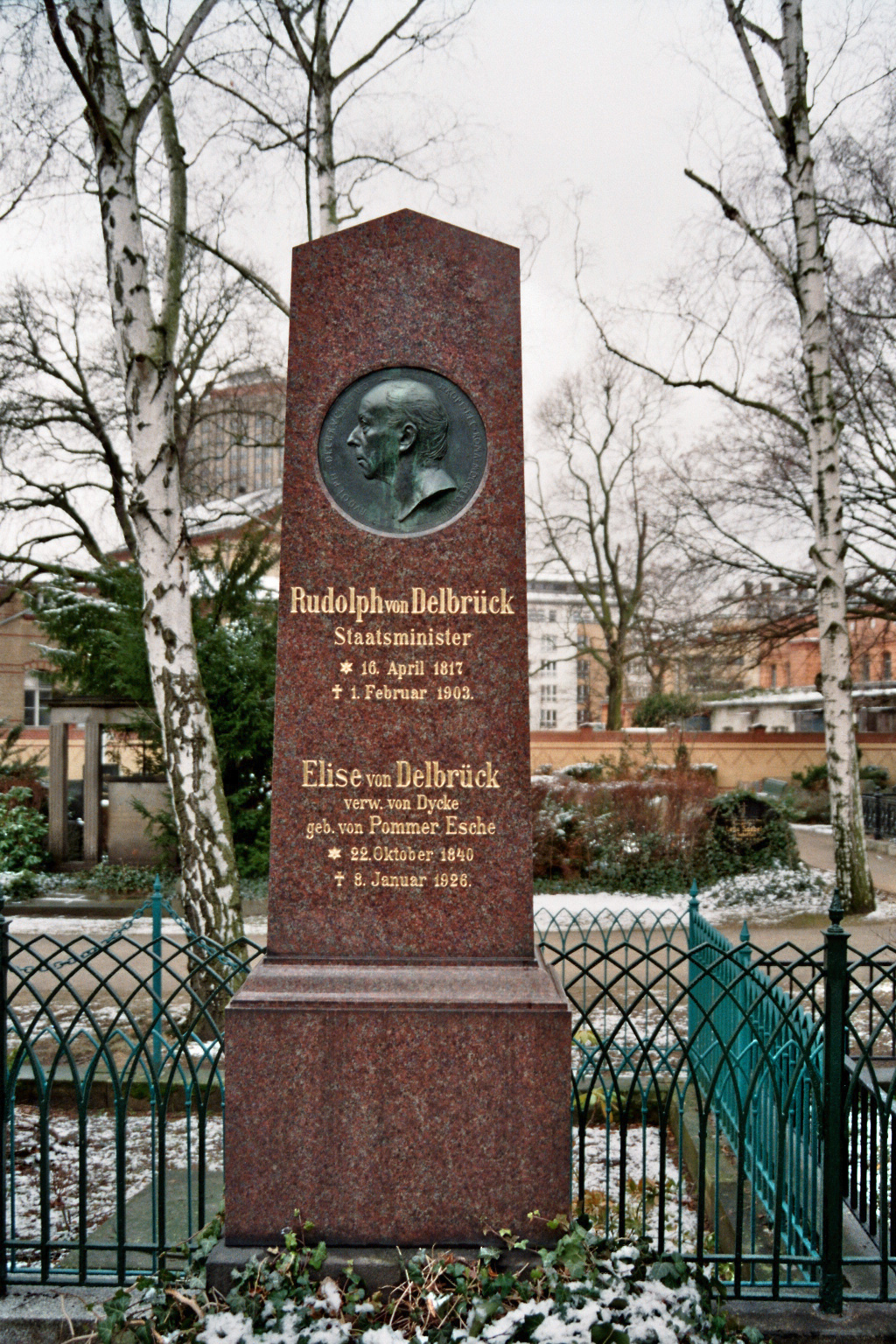
Tombe de Rudolph von Delbrück.
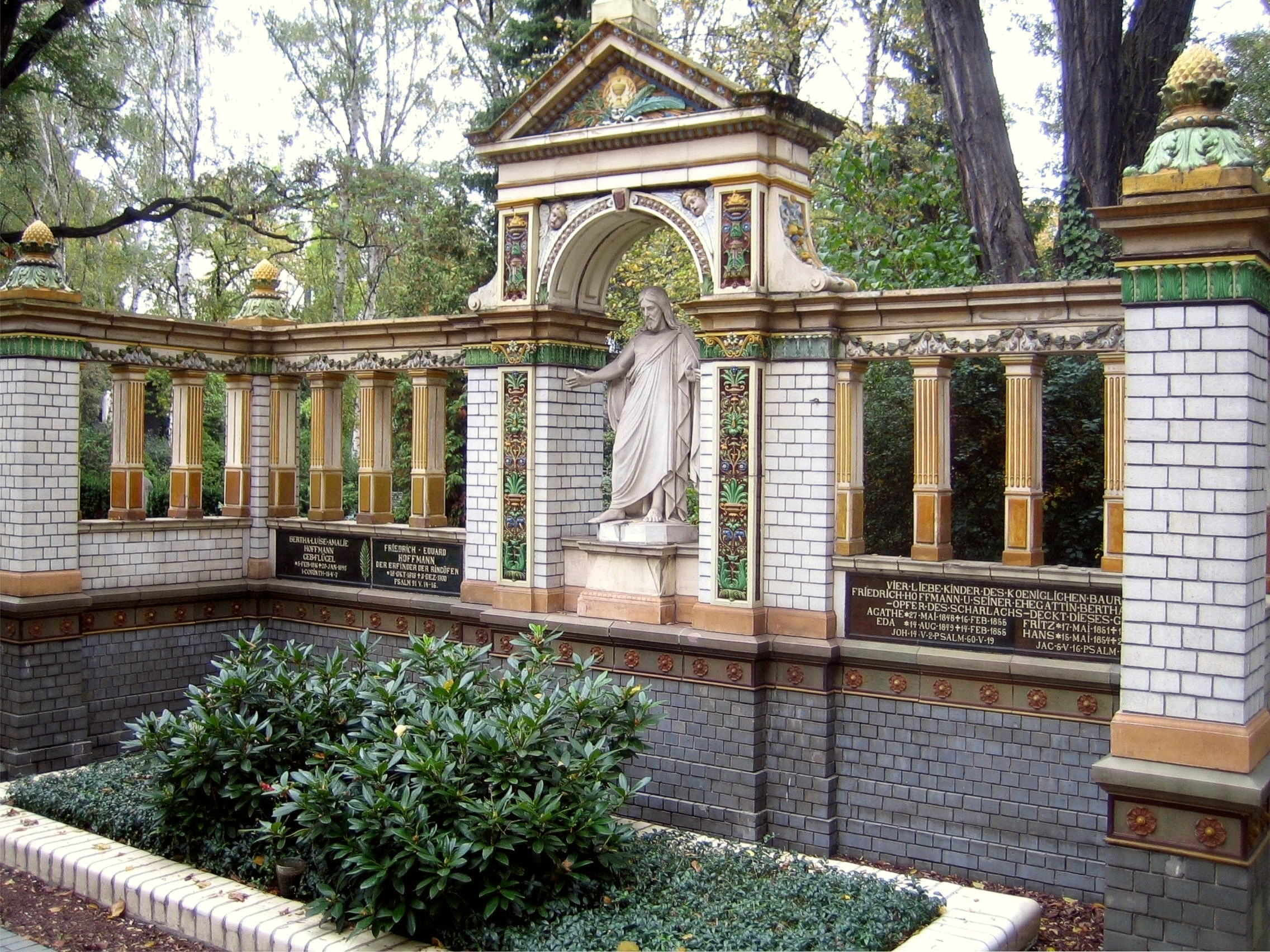
Sépulture de Friedrich Hoffmann.
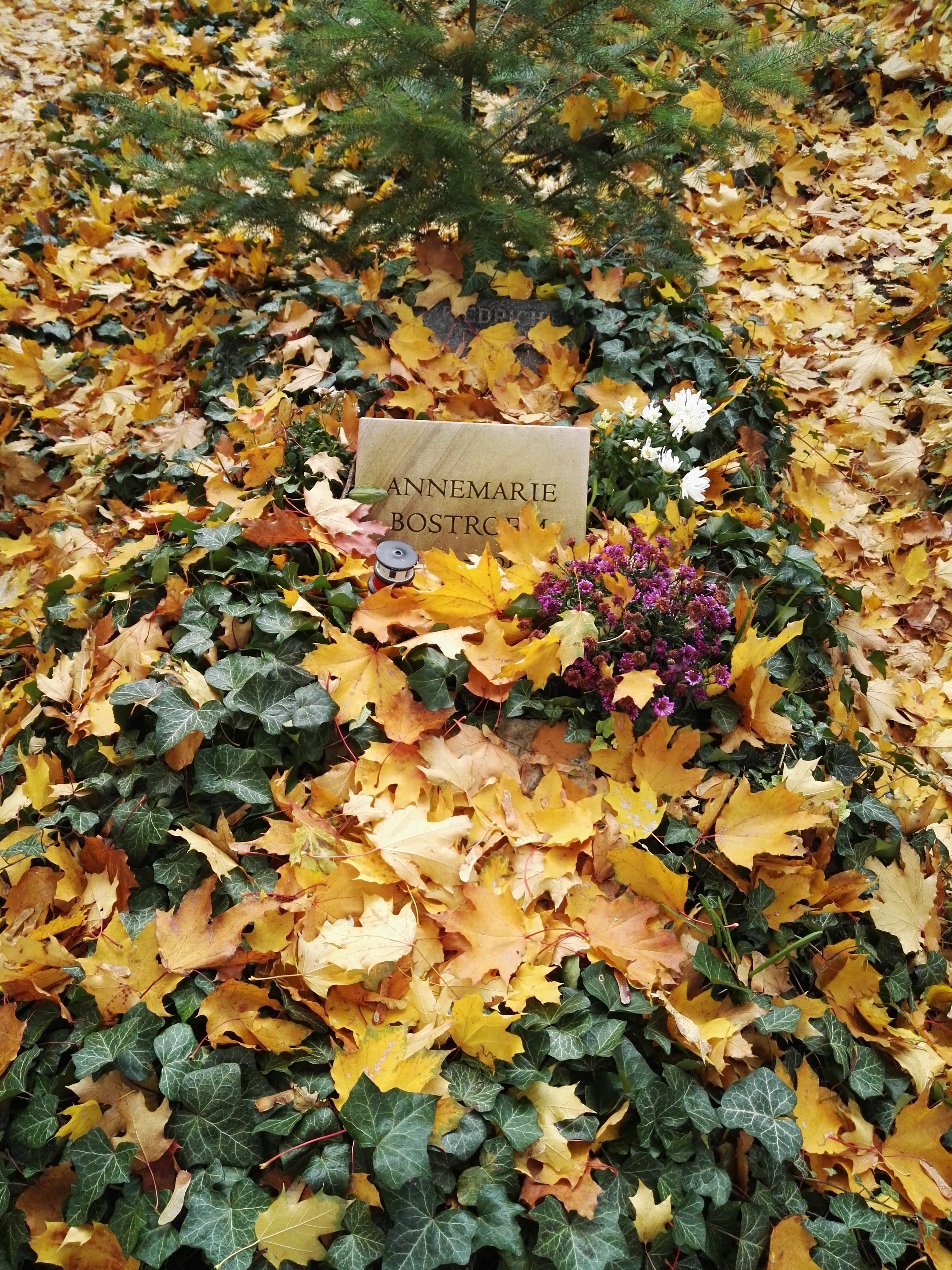
Tombe de Annemarie Bostroem (de).
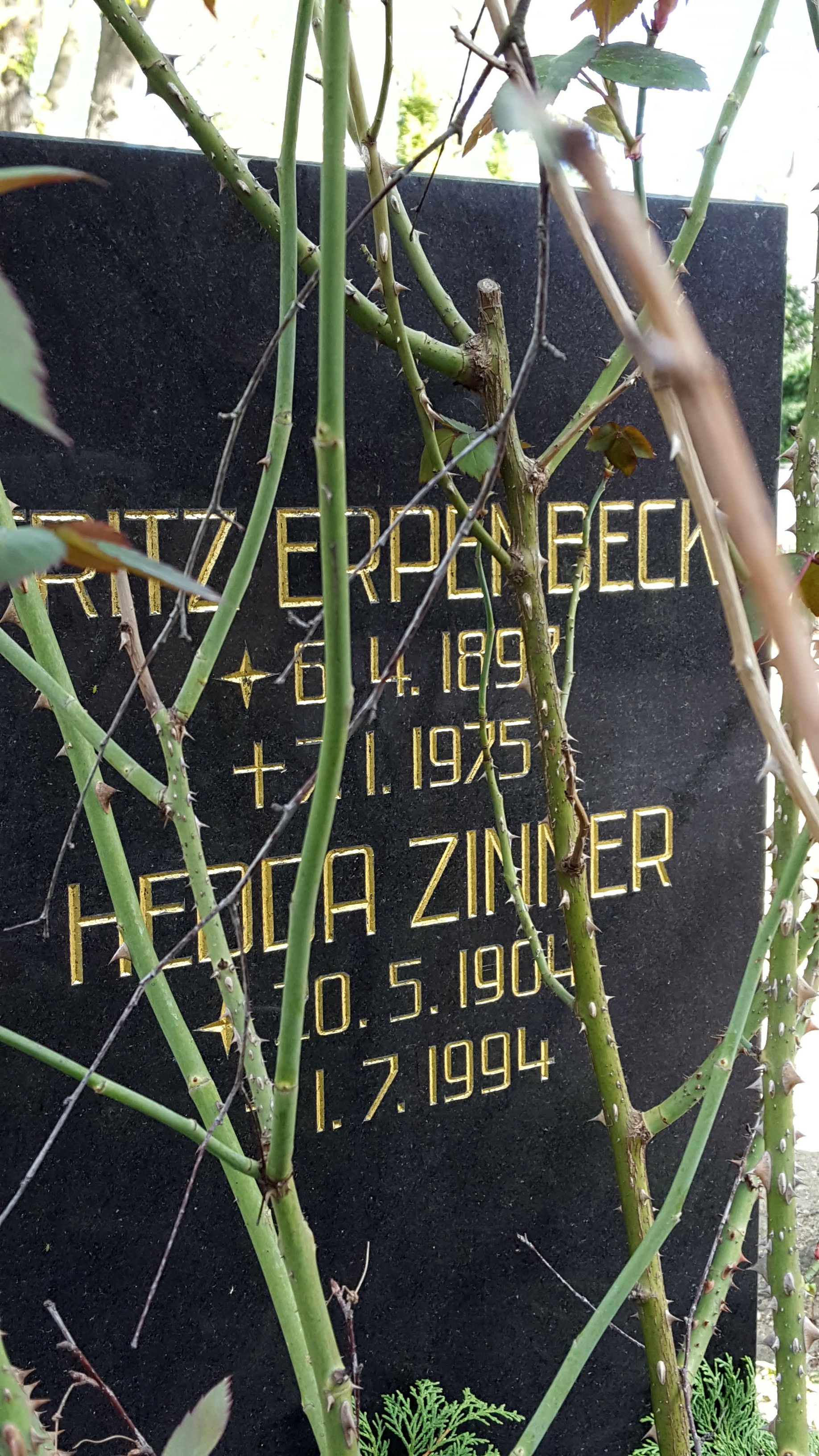
Sépulture de Hedda Zinner et Fritz Erpenbeck.

## Monument à la résistance

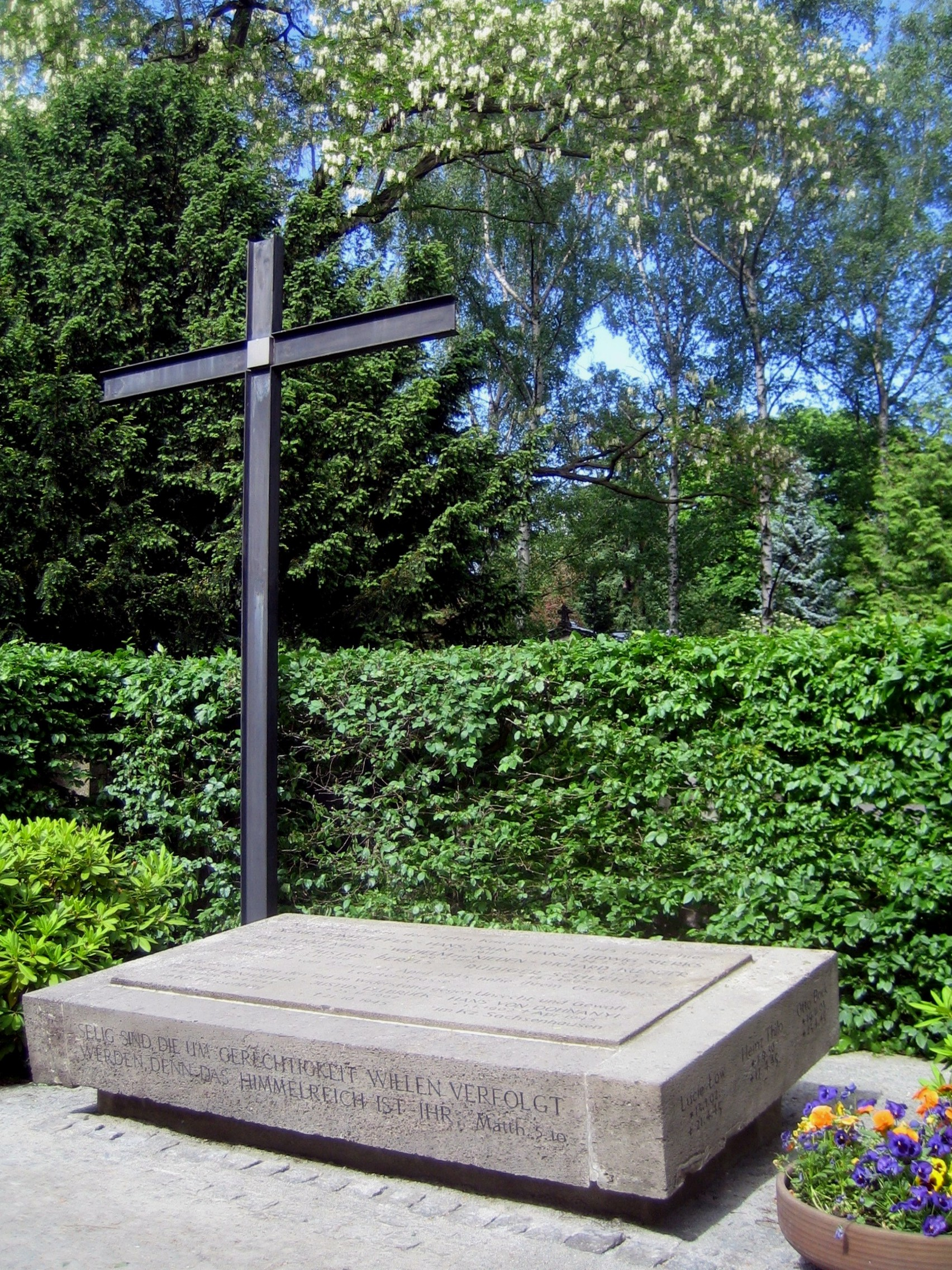
Monument à la résistance au national-socialisme.

Une croix d'acier s'élève à côté d'un monument en l'honneur de résistants victimes du national-socialisme. Leurs noms sont gravés sur la pierre: Klaus Bonhoeffer (1901-1945), frère de Dietrich Bonhoeffer; Hans John (1911-1945); Richard Kuenzer; Carl Adolf Marks (1894-1945); Wilhelm zur Nieden (1878-1945); Friedrich Justus Perels (1910-1945); Rüdiger Schleicher (1895-1945); et Hans Ludwig Sierks (de) (1877-1945). Ils ont tous été arrêtés après l'attentat du 20 juillet 1944 contre Hitler et ont été fusillés dans la nuit du 22 au 23 avril 1945 par un commando SS dans un parc attenant.
Le monument porte aussi la mémoire de Dietrich Bonhoeffer et de Hans von Dohnanyi, résistants qui ont trouvé la mort aux camps de concentration de Flossenburg et de Sachsenhausen, tandis que Justus Delbrück a survécu à la guerre, mais est mort dans un camp de prisonniers soviétique.
Une plaque rappelle aussi la mémoire de soixante-quatre personnes, en partie inconnues, inhumées dans une fosse commune à proximité, dans les derniers jours de la guerre.

## Source
- (de) Cet article est partiellement ou en totalité issu de l’article de Wikipédia en allemand intitulé « Friedhof der Dorotheenstädtischen und Friedrichswerderschen Gemeinden » (voir la liste des auteurs).